# Martin Graf

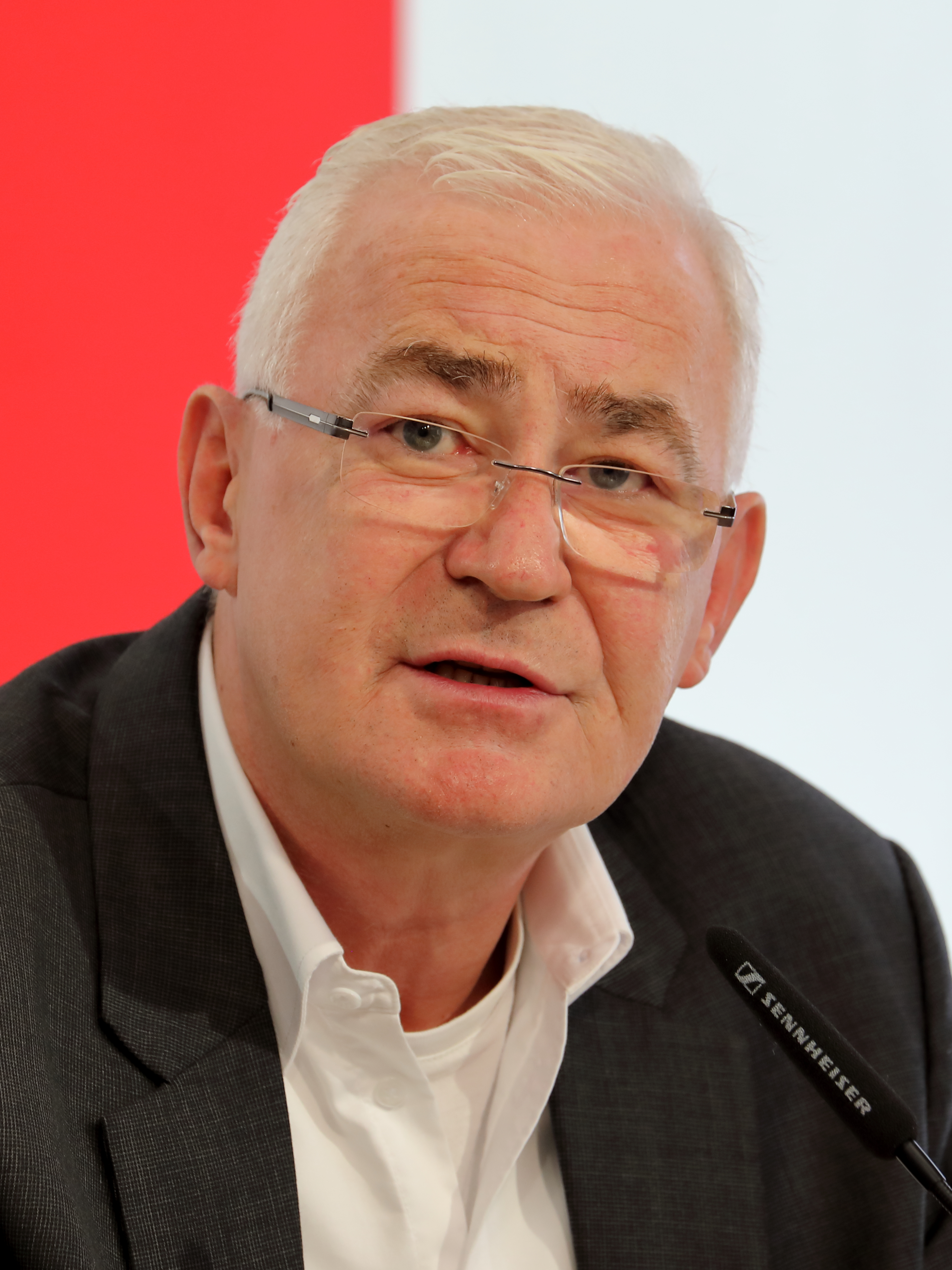
Martin Graf (2020)

Martin Graf (* 11. Mai 1960 in Wien) ist ein österreichischer Jurist und rechtsextremer Politiker (FPÖ). Von 1994 bis 2002 sowie von 2006 bis 2013 vertrat er seine Partei als Abgeordneter im Nationalrat. Vom 28. Oktober 2008 bis 29. Oktober 2013 hatte er das Amt des dritten Nationalratspräsidenten inne. Graf bekleidete zudem mehrere hochrangige Posten in österreichischen Unternehmen und betätigt sich als Publizist. Seit November 2017 ist er wieder Abgeordneter zum Nationalrat.

## Leben

### Ausbildung
Graf besuchte 1966 bis 1970 die Volksschule im Wiener Bezirk Donaustadt sowie anschließend 1970 bis 1975 das Gymnasium im Bezirk Leopoldstadt und bis 1979 das Bundesoberstufenrealgymnasium in Krems. Von 1979 bis 1980 absolvierte er den Grundwehrdienst als Sanitätsgefreiter beim österreichischen Bundesheer. Graf hat sein Studium der Rechtswissenschaften an der Universität Wien im Jahr 1987 mit dem Grad Mag. iur. und daraufhin 1994 mit dem Grad Dr. iur. abgeschlossen.

### Burschenschafter
Graf ist Mitglied der Akademischen Burschenschaft Olympia, die vom Dokumentationsarchiv des österreichischen Widerstandes (DÖW) als rechtsextrem eingestuft wird. Im Gegenzug bezeichnet Graf das DÖW als „eine sehr links angesiedelte Organisation“, für die „jede Position, die nicht links angesiedelt ist, bereits rechtsextrem“ sei. Heute ist er Alter Herr der Olympia.
Graf gehörte 2002 zu den Gründern der Burschenschafter-Initiative SOS Grundrechte und Demokratie.
Graf wurde 2013 vom Burschenschafter Odin Wiesinger vor den Farben der deutschen Fahne porträtiert. Graf „ist stolz darauf“, dass Wiesinger „sein Freund ist“.

### Nichtpolitische berufliche Tätigkeiten
Graf hatte im Laufe seiner Karriere folgende Ämter und Posten inne:
- Jänner 1987 bis Dezember 1987 Gerichtspraxis am BG für Strafsachen Wien, BG Floridsdorf, LG für ZRS Wien, HG Wien
- Jänner 1988 bis April 1992 Anstellung bei der Bank Austria
- Jänner 1991 bis November 1994 Mitglied des Berufungssenates der Stadt Wien
- März 1992 bis März 2003 Rechtsanwaltsanwärter
- Ab November 1999 Obmann der Mariazeller Technologiegespräche
- Dezember 2000 bis April 2006 Vorstandsmitglied der Pensionsversicherungsanstalt
- Jänner 2002 bis Dezember 2003 Konsulent bei der Bank Austria Creditanstalt AG
- Mai 2003 bis Oktober 2006 Alleingeschäftsführer der damaligen ARC business service GmbH[8]
- Juni 2004 bis Dezember 2004 Aufsichtsrat bei der via donau-Entwicklungsgesellschaft mbH für Telematik und Donauschifffahrt
- Jänner 2005 bis April 2006 stv. Aufsichtsratsvorsitzender der via donau Österreichische Wasserstraßen Gesellschaft m.b.H.
- Juli 2006 bis Oktober 2006 Mitglied der Geschäftsleitung der Austrian Research Centers GmbH - ARC
- Seit Frühjahr 2007 ist Graf 1. Präsident des Fußballvereins FC Hellas Kagran[9]
- Ab Oktober 2007 Geschäftsführender Gesellschafter der GM Consulting KG

### Politische Tätigkeit
Die politische Laufbahn von Martin Graf begann 1981, als er Mitglied im Ring Freiheitlicher Studenten (RFS) wurde. Sechs Jahre später trat er in die FPÖ ein, 1990 wurde er Mitglied der Bezirksparteileitung Wien-Donaustadt. Ein Jahr darauf wurde er Teil der Landesleitung Wien, im Jahr 1994 bekam er einen Sitz in der Bundesparteileitung. Seit 2003 ist Graf Mitglied des Landesparteivorstandes Wien. Von 1991 bis 1994 war er stellvertretender Bezirksvorsteher in Wien-Donaustadt.
Von 1994 bis 2002 war er Abgeordneter der FPÖ zum Nationalrat, seit 2006 hat er erneut einen Sitz inne.
2008 kandidierte er für die Freiheitliche Partei (FPÖ) auf der Landesparteiliste Wien auf Platz drei.
In einem Interview mit Armin Wolf in der ORF-Sendung Zeit im Bild 2 vom 8. November 2006 bekannte er sich zur „deutschen Volks- und Kulturgemeinschaft“. Dies begründete er mit der Tatsache, dass nach dem Zweiten Weltkrieg die Familie mütterlicher Seite aus dem Sudetengebiet vertrieben wurde.
Graf ist in der FPÖ Bereichssprecher für Forschung, Wissenschaft und Bildung. Weiters ist er Mitglied des Unvereinbarkeitsausschusses und des Immunitätsausschusses. Er war Obmann im Untersuchungsausschuss FMA, BAWAG, Hypo Alpe-Adria und weitere Finanzdienstleister sowie im Wissenschaftsausschuss.
Am 30. September 2008 wurde er vom Bundesparteivorstand der FPÖ für das Amt des dritten Nationalratspräsidenten vorgeschlagen.
Trotz heftiger Kritik wurde er am 28. Oktober 2008 mit 109 von 156 gültigen Stimmen gewählt, auf den von den Grünen aufgestellten Gegenkandidaten Alexander Van der Bellen entfielen 27 Stimmen, weitere 20 auf andere Personen.
Graf veröffentlicht diverse politische Kommentare auf der Website Unzensuriert.at, die von Büromitarbeitern Grafs maßgeblich gestaltet wird.
Am 27. Juni 2013 gab Graf bekannt, dass er bei der Nationalratswahl 2013 nicht mehr kandidieren und sich aus der Politik zurückziehen werde. Er begründete dies damit, dass er Partei und Familie vor geplantem „Dirty Campaigning“ der SPÖ im Wahlkampf gegen ihn schützen wolle. Seit November 2017 ist er wieder Abgeordneter für die FPÖ im Nationalrat.

### Privat
Martin Graf ist verheiratet und hat zwei Töchter und einen Sohn.

## Kontroversen und Vorwürfe

### Verhältnis zum Rechtsextremismus
Am 26. November 1987 war Graf als Mitglied des RFS bei einem Auftritt des deutschen Neonazis Reinhold Oberlercher an der Wiener Universität als Ordner eingesetzt. Zu den heutigen Staatsgrenzen Deutschlands sagte er, diese „wurden willkürlich gezogen; das deutsche Volkstum muß sich frei in Europa entfalten können.“
Zwischen 2003 und 2007 war Graf Vorsitzender des völkisch orientierten sudetendeutschen Vereins Witikobund, bei dem das deutsche Bundesamt für Verfassungsschutz wiederholt „eine Verdichtung von Anhaltspunkten für rechtsextreme Bestrebungen“ feststellte.
Am 15. April 2009 engagierte Graf den vom DÖW als „am rechten Rand des Rechtsextremismus stehend“ eingestuften Walter Marinovic als Redner für eine Buchvorstellung Andreas Mölzers im Parlament.

### Personalbesetzungen im ARC
In Zusammenhang mit seiner Tätigkeit im ARC wurde Graf vorgeworfen, Posten willkürlich an ihm nahestehende Burschenschafter vergeben zu haben.

### Nationalratspräsidentschaftskandidatur
Im Herbst 2008 stieß die Kandidatur Grafs für das Amt des dritten Nationalratspräsidenten auf heftige Kritik. Von vielen Seiten kamen Aufforderungen an die Nationalratsabgeordneten, nicht für Graf zu stimmen, so vom Mauthausen Komitee Österreich, dem DÖW, der Israelitischen Kultusgemeinde Wien, dem Gedenkdienst, der ÖH und der GPA-djp.
Am 16. Oktober gab Graf eine Pressekonferenz, in der er erklärte, dass er „auf dem Boden der Werte der Revolution von 1848“ stehe und „weder seine Weltanschauung noch sein Volkstumsbekenntnis ihn für Ämter in Österreich disqualifizieren könne.“

### Personalbesetzungen als dritter Nationalratspräsident
Graf wurde wiederholt dafür kritisiert, Mitglieder schlagender Burschenschaften, die zum Teil Kontakte zu rechtsextremen Organisationen beziehungsweise Firmen unterhielten, angestellt zu haben.
Sein Büroleiter Walter Asperl ist Mitglied der Burschenschaft Olympia.
Grafs IT-Beauftragter Sebastian Ploner war Mitglied der Burschenschaft Olympia und Mitorganisator des rechtsextremistischen Sommerlagers Jugendbund Sturmadler. Nach Berichten der Zeitschrift profil hatte Ploner beim neonazistischen Versand Aufruhr rechtsextreme Bücher und Bekleidung bestellt. Unter den bestellten Artikeln sollen sich T-Shirts mit nationalsozialistischen Symbolen wie dem Reichsadler und einer Chiffre für den Hitlergruß befunden haben. Ploner soll als Lieferadresse die nationalsozialistische Bezeichnung für Österreich, „Ostmark“, angegeben haben. 2008 und 2009 sollen die ehemaligen Mitarbeiter Grafs laut Berichten des Standard an gewalttätigen Angriffen von Neonazis auf eine Demonstration gegen die Wahl Grafs und eine Veranstaltung der Sozialistischen Jugend beteiligt gewesen sein.
Marcus Vetter nahm mit dem Rechtsextremisten Gottfried Küssel an einer Versammlung am Grab des Jagdpiloten der deutschen Luftwaffe Walter Nowotny teil. Vetter soll ebenfalls beim Aufruhr-Versand rechtsradikale Artikel bestellt haben. Hubert Keyl, Grafs Fahrer und Referent in Ausschüssen, war bis zu einem Raufhandel in einem Bordell bei einer Burschenschafterfeier am 12. März 2010 Mitglied der Burschenschaft Silesia. Zuvor war Keyl Mitglied der schlagenden Burschenschaft Albia gewesen, aus der er auch ausgeschlossen worden war. Am 27. Mai 2009 wurde das Ausscheiden von Ploner und Vetter aus dem Büro Grafs bekanntgegeben. 2011 kündigte ein weiterer Mitarbeiter Grafs von sich aus, nachdem er laut Gerhard Kurzmann, steirischer Landesparteichef der FPÖ, wegen des Versuchs, Skinheads für die FPÖ anzuwerben, aus der Partei ausgeschlossen worden war.

### FC Hellas Kagran
Graf wurde vorgeworfen, in seiner Funktion als Präsident des Fußballvereins FC Hellas Kagran aus politischen Gründen Spielerinnen ausgeschlossen zu haben. Im Vorstand des Vereins hätte Graf vor allem FPÖ-nahe Personen eingesetzt, was sein stellvertretender Büroleiter, der zugleich Obmann des Vereins ist, damit begründete, dass es andere Vereine gebe, „die gänzlich rot oder schwarz“ seien. Auf Kritik stieß ferner die Vergabe der Buffetbetreiberrechte an einen seiner Mitarbeiter im Amt des dritten Nationalratspräsidenten.

### Aufhebung der Immunität
Im Februar 2009 stellte die Staatsanwaltschaft Wien einen Antrag auf Aufhebung der Immunität an den Nationalrat, da Ermittlungen gegen Graf wegen des Verdachts der betrügerischen Krida und der Untreue in Zusammenhang mit seiner Tätigkeit am ARC eingeleitet worden waren. Am 12. März 2009 wurde die Immunität Grafs vom Nationalrat mit den Stimmen von Grünen, SPÖ und ÖVP aufgehoben. Im August 2014 wurde das Ermittlungsverfahren eingestellt.

### Ariel Muzicant
Nachdem Ariel Muzicant im Mai 2009 dem FPÖ-Generalsekretär Herbert Kickl vorgeworfen hatte, „Gehetze“ zu betreiben, das ihn an Joseph Goebbels erinnerte, bezeichnete Graf Muzicant in der FPÖ-Parteizeitung Neue Freie Zeitung indirekt als „Ziehvater des antifaschistischen Linksterrorismus“ und warf ihm außerdem vor, die Demokratie und Meinungsfreiheit zu gefährden. Dies rief Protest von SPÖ, ÖVP und Grünen hervor. Unter anderen forderten Bundeskanzler Werner Faymann (SPÖ) und Außenminister Michael Spindelegger (ÖVP) den Rücktritt Grafs als dritter Nationalratspräsident. Graf wies die Rücktrittsforderungen zurück und lud zu einem „Versöhnungsdialog“ sowie einem persönlichen Gespräch mit Muzicant ein. Dieser stellte mehrere Forderungen, unter anderem, dass Graf aus der Burschenschaft Olympia austreten solle. Muzicant würde in diesem Fall die Betreibung der Internetseite www.kellernazisinderfpoe.at einstellen. Schließlich erklärte Muzicant, der Einladung nicht folgen zu wollen, woraufhin Graf „Gesprächsverweigerung“ vorwarf.

### Gertrud-Meschar-Privatstiftung
Im Mai 2012 wurde der Fall der 90-jährigen Wienerin Gertrud Meschar bekannt, die Graf beschuldigt hatte, als Vorstand ihrer Privatstiftung zu ihrem Nachteil gehandelt zu haben. Graf wies alle Vorwürfe zurück; die FPÖ sah die Vorwürfe als unrichtig dargestellt.
In weiterer Folge trat Graf als Vorstand der Privatstiftung zurück. Die von den anderen Parlamentsparteien vorgebrachte Forderung nach einem Rücktritt als dritter Nationalratspräsident wies er zurück. Im September 2012 nahm die Staatsanwaltschaft Wien Ermittlungen auf, die im August 2014 wieder eingestellt wurden. Der für die Untreue nötige Vorsatz habe nicht festgestellt werden können, und auch eine für Betrug nötige Täuschung habe man nicht nachweisen können. Das Gericht bescheinigte Graf allerdings eine grobe Pflichtverletzung und stellte dabei fest, dass die ehemaligen Stiftungsvorstände beim Ankauf einer Villa in Döbling bestrebt waren, dem Bruder Grafs, der dort ein Lokal betrieb, mit der Stiftung eine wohlwollende Vermieterin zu verschaffen.

## Auszeichnungen
- 2003: Großes Goldenes Ehrenzeichen für Verdienste um die Republik Österreich[63][64]

## Veröffentlichungen
- Pleiten, Betrug und BAWAG. Schonungslos aufgedeckt – die Enthüllungen des Banken-Untersuchungsausschusses (= Zur Zeit-Edition. Band 11). W3-Verlagsgesellschaft, Wien 2008, ISBN 978-3-900052-13-3.
- (Hrsg.): 150 Jahre Burschenschaften in Österreich. Gestern, heute, morgen. Ares-Verlag, Graz 2009, ISBN 978-3-902475-82-4.
- mit Anneliese Kitzmüller (Hrsg.): Die Wiederaufbauleistungen der Altösterreicher in der Zweiten Republik. Unzensuriert/Verein zur Förderung der Medienvielfalt, Wien 2010, ISBN 978-3-9502849-1-1.